# Керъл (окръг, Мисури)
Окръг Керъл (на английски: Carroll County) е окръг в щата Мисури, Съединени американски щати. Площта му е 1818 km², а населението - 68 693 души (2000). Административен център е град Керълтън.